# Saint-Frajou
Saint-Frajou est une commune française située dans l'ouest du département de la Haute-Garonne, en région Occitanie.
Sur le plan historique et culturel, la commune est dans le pays de Comminges, correspondant à l’ancien comté de Comminges, circonscription de la province de Gascogne située sur les départements actuels du Gers, de la Haute-Garonne, des Hautes-Pyrénées et de l'Ariège. Exposée à un climat océanique altéré, elle est drainée par l'Aussoue, l'Espienne et par divers autres petits cours d'eau. La commune possède un patrimoine naturel remarquable composé d'une zone naturelle d'intérêt écologique, faunistique et floristique.
Saint-Frajou est une commune rurale qui compte 205 habitants en 2022, après avoir connu un pic de population de 918 habitants en 1800. Ses habitants sont appelés les Fragulphiens ou  Fragulphiennes.

## Géographie

### Localisation
La commune de Saint-Frajou se trouve dans le département de la Haute-Garonne, en région Occitanie.
Elle se situe à 57 km à vol d'oiseau de Toulouse, préfecture du département, à 27 km de Saint-Gaudens, sous-préfecture, et à 24 km de Cazères, bureau centralisateur du canton de Cazères dont dépend la commune depuis 2015 pour les élections départementales.
La commune fait en outre partie du bassin de vie de L'Isle-en-Dodon.
Les communes les plus proches sont : 
Coueilles (3,5 km), Anan (3,7 km), Saint-Laurent (4,2 km), Fabas (4,3 km), Salerm (4,4 km), Castelgaillard (4,8 km), Agassac (5,2 km), L'Isle-en-Dodon (5,4 km).
Sur le plan historique et culturel, Saint-Frajou fait partie des collines gasconnes du Savès, délimitées au sud et à l'est par les reliefs plus marqués des collines du Comminges, annonciatrices de la chaîne des Pyrénées, qui se dévoile pleinement depuis les coteaux ou les vallées. Ce territoire s'organise autour de la large vallée de la Save, dont la confluence avec les autres vallées majeures que sont la Gesse et l’Aussoue, s'opère au nord,.
Saint-Frajou est limitrophe de six autres communes.
Les communes limitrophes sont  Anan, Coueilles, Fabas, L'Isle-en-Dodon, Saint-Laurent et Salherm.
| Anan          | L'Isle-en-Dodon |           |
| Saint-Laurent | Saint-Frajou    | Coueilles |
| Salerm        | Fabas           |           |

### Géologie et relief
La superficie de la commune est de 1 661 hectares ; son altitude varie de 222  à   350 mètres.

### Hydrographie

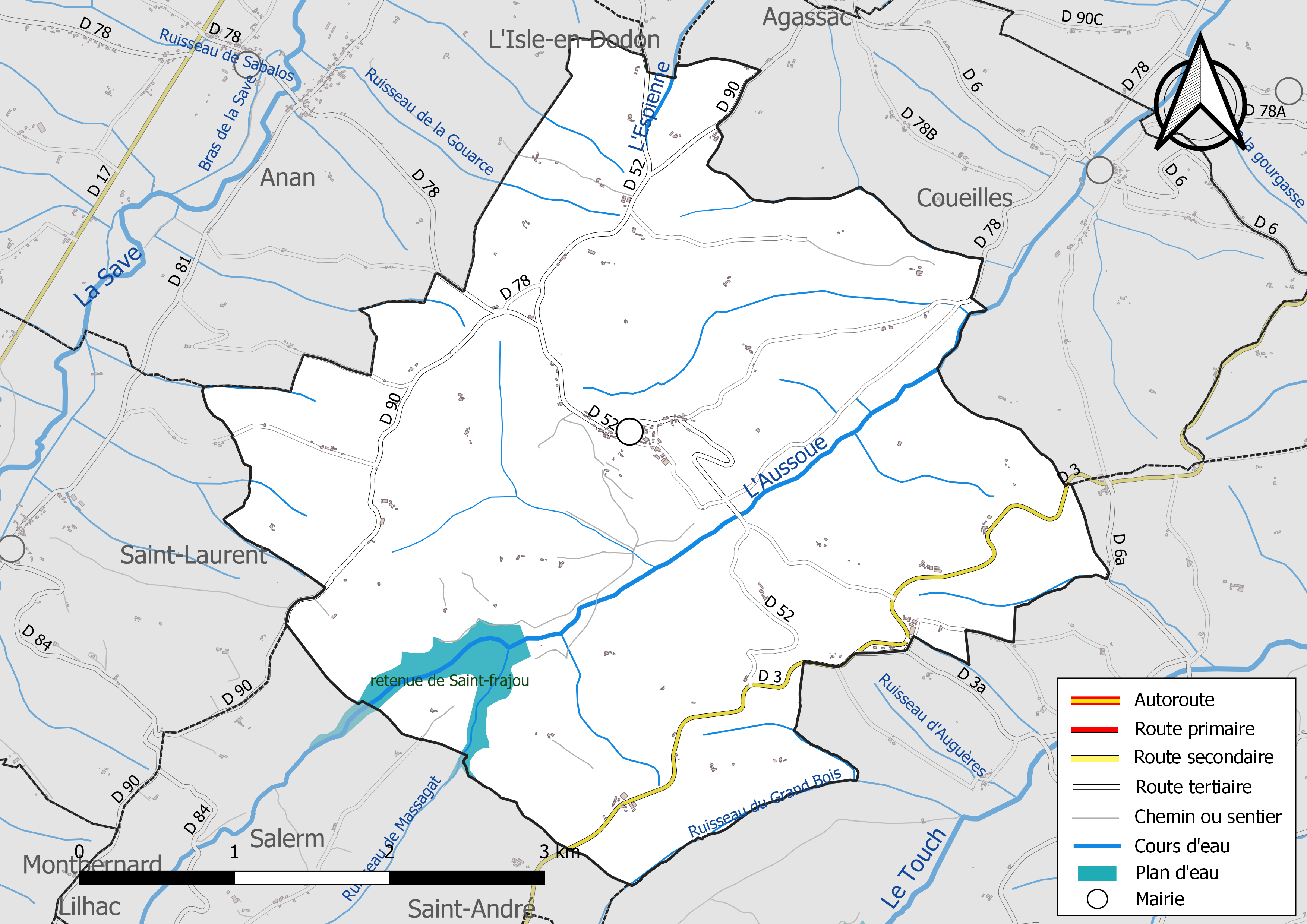
Réseaux hydrographique et routier de Saint-Frajou.

La commune est dans le bassin de la Garonne, au sein du bassin hydrographique Adour-Garonne. Elle est drainée par l'Aussoue, l'Espienne, le ruisseau de la Gouarce, le ruisseau de Massagat, le ruisseau du Grand Bois et par divers petits cours d'eau, constituant un réseau hydrographique de 18 km de longueur totale,.
L'Aussoue, d'une longueur totale de 33,7 km, prend sa source dans la commune de Lilhac et s'écoule du sud-ouest vers le nord-est. Il traverse la commune et se jette dans La Save à Labastide-Savès (32), après avoir traversé 16 communes.
L'Espienne, d'une longueur totale de 17,5 km, prend sa source dans la commune et s'écoule du sud-ouest vers le nord-est. Il traverse la commune et se jette dans l'Aussoue à Samatan (32), après avoir traversé 9 communes.

### Climat
Pour des articles plus généraux, voir Climat de l'Occitanie et Climat de la Haute-Garonne.
En 2010, le climat de la commune est de type climat océanique altéré, selon une étude s'appuyant sur une série de données couvrant la période 1971-2000. En 2020, Météo-France publie une typologie des climats de la France métropolitaine dans laquelle la commune est toujours exposée à un climat océanique altéré et est dans la région climatique Aquitaine, Gascogne, caractérisée par une pluviométrie abondante au printemps, modérée en automne, un faible ensoleillement au printemps, un été chaud (19,5 °C), des vents faibles, des brouillards fréquents en automne et en hiver et des orages fréquents en été (15 à 20 jours).
Pour la période 1971-2000, la température annuelle moyenne est de 12,9 °C, avec une amplitude thermique annuelle de 15,2 °C. Le cumul annuel moyen de précipitations est de 777 mm, avec 9,6 jours de précipitations en janvier et 6 jours en juillet. Pour la période 1991-2020, la température moyenne annuelle observée sur la station météorologique la plus proche, située sur la commune de Palaminy à 23 km à vol d'oiseau, est de 13,2 °C et le cumul annuel moyen de précipitations est de 715,2 mm,. Pour l'avenir, les paramètres climatiques de la commune estimés pour 2050 selon différents scénarios d'émission de gaz à effet de serre sont consultables sur un site dédié publié par Météo-France en novembre 2022.

### Milieux naturels et biodiversité

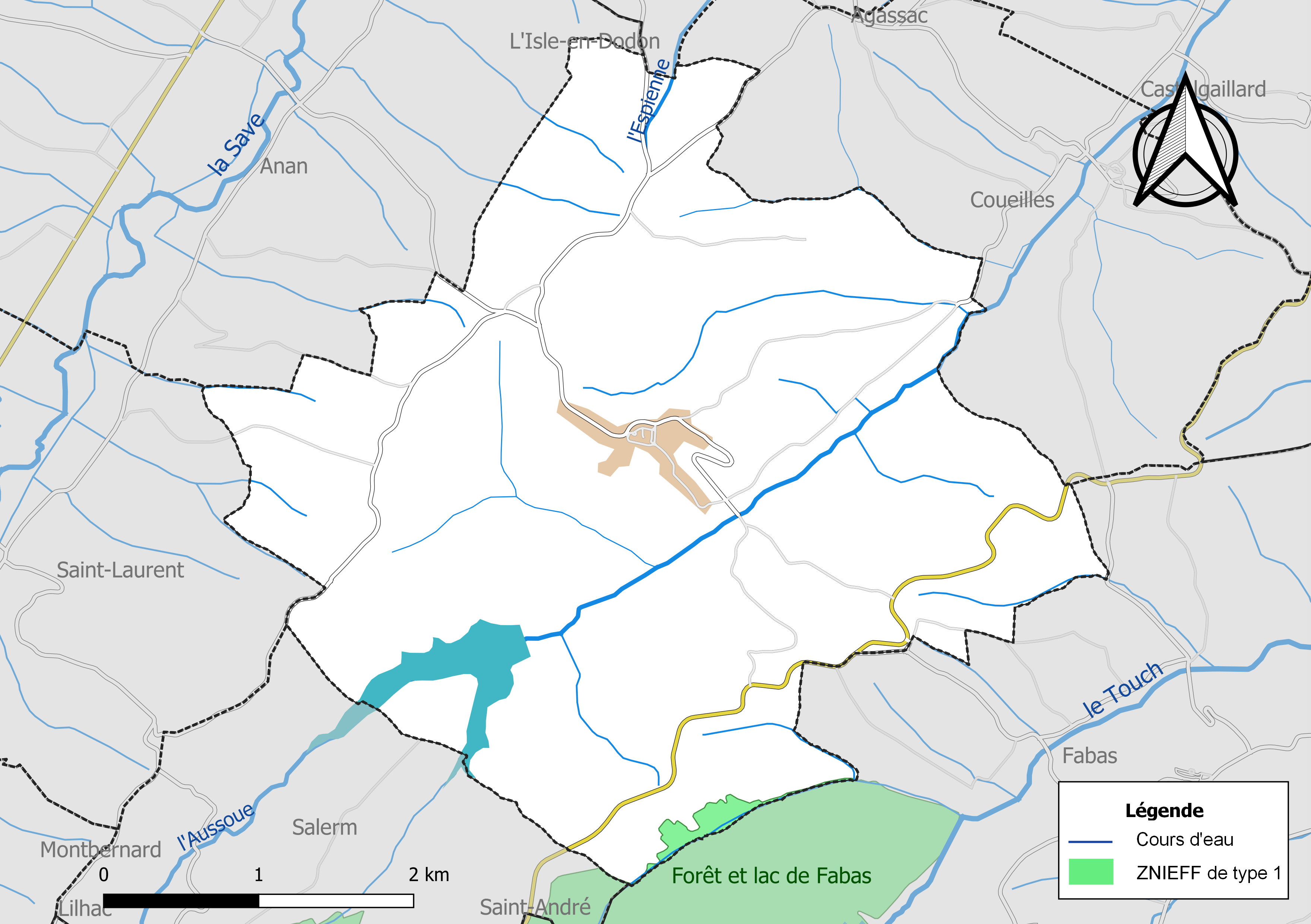
Carte de la ZNIEFF de type 1 localisée sur la commune.

L’inventaire des zones naturelles d'intérêt écologique, faunistique et floristique (ZNIEFF) a pour objectif de réaliser une couverture des zones les plus intéressantes sur le plan écologique, essentiellement dans la perspective d’améliorer la connaissance du patrimoine naturel national et de fournir aux différents décideurs un outil d’aide à la prise en compte de l’environnement dans l’aménagement du territoire.
Une ZNIEFF de type 1 est recensée sur la commune :
la « forêt et lac de Fabas » (831 ha), couvrant 5 communes du département.

## Urbanisme

### Typologie
Au 1er janvier 2024, Saint-Frajou est catégorisée commune rurale à habitat très dispersé, selon la nouvelle grille communale de densité à sept niveaux définie par l'Insee en 2022.
Elle est située hors unité urbaine et hors attraction des villes,.

### Occupation des sols
L'occupation des sols de la commune, telle qu'elle ressort de la base de données européenne d’occupation biophysique des sols Corine Land Cover (CLC), est marquée par l'importance des territoires agricoles (90,1 % en 2018), en diminution par rapport à 1990 (92,9 %). La répartition détaillée en 2018 est la suivante : 
prairies (36,1 %), terres arables (32,4 %), zones agricoles hétérogènes (21,6 %), forêts (5,6 %), eaux continentales (2,8 %), zones urbanisées (1,5 %). L'évolution de l’occupation des sols de la commune et de ses infrastructures peut être observée sur les différentes représentations cartographiques du territoire : la carte de Cassini (XVIIIe siècle), la carte d'état-major (1820-1866) et les cartes ou photos aériennes de l'IGN pour la période actuelle (1950 à aujourd'hui).

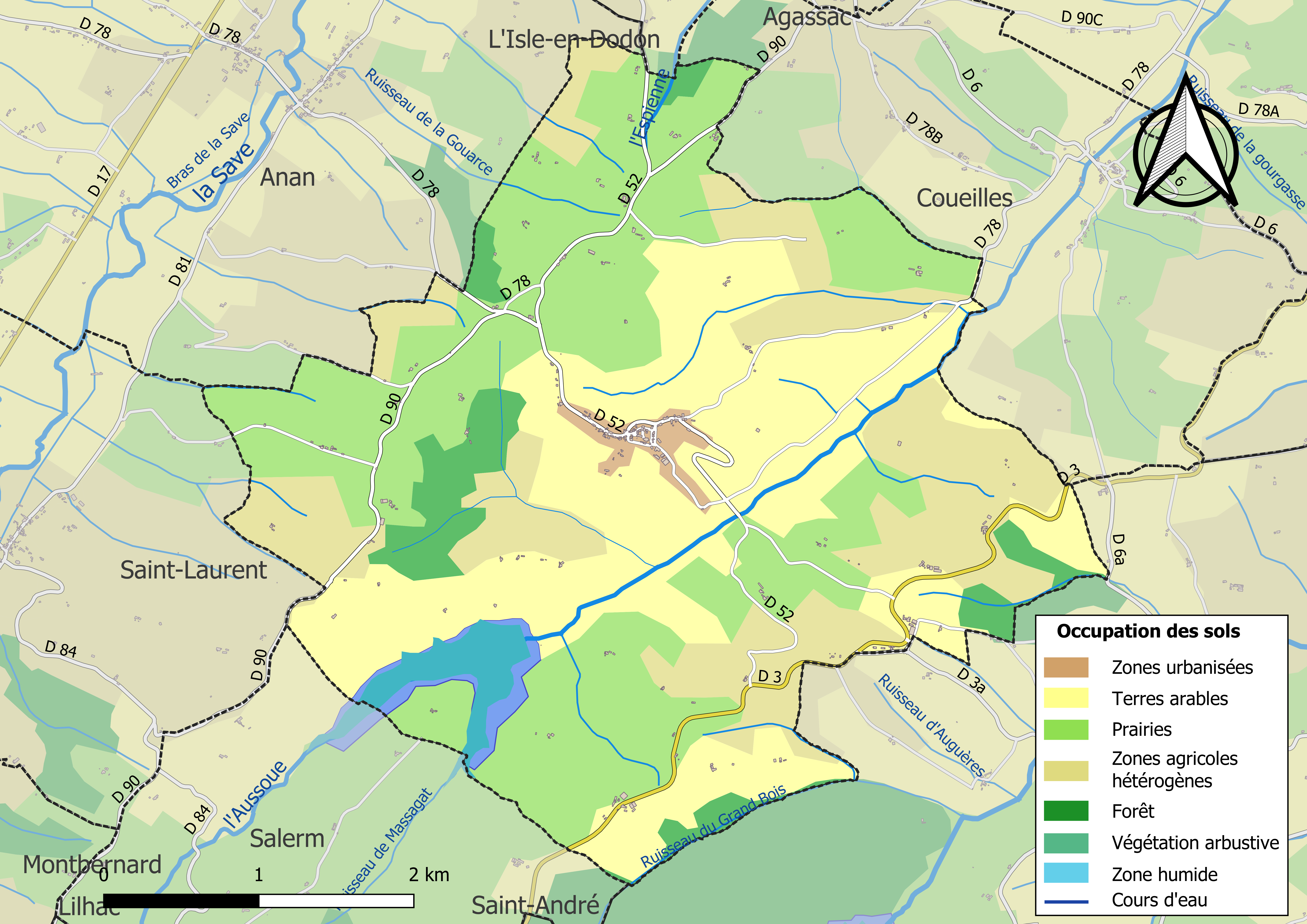
Carte des infrastructures et de l'occupation des sols de la commune en 2018 (CLC).

### Voies de communication et transports
Accès avec la ligne régulière de transport interurbain du réseau Arc-en-ciel (anciennement SEMVAT).

### Risques majeurs
Le territoire de la commune de Saint-Frajou est vulnérable à différents aléas naturels : météorologiques (tempête, orage, neige, grand froid, canicule ou sécheresse), inondations, feux de forêts et séisme (sismicité faible). Un site publié par le BRGM permet d'évaluer simplement et rapidement les risques d'un bien localisé soit par son adresse soit par le numéro de sa parcelle.
Certaines parties du territoire communal sont susceptibles d’être affectées par le risque d’inondation par débordement de cours d'eau, notamment l'Espienne. La commune a été reconnue en état de catastrophe naturelle au titre des dommages causés par les inondations et coulées de boue survenues en 1982, 1999 et 2009,.
Un plan départemental de protection des forêts contre les incendies a été approuvé par arrêté préfectoral du 25 septembre 2006. Saint-Frajou est exposée au risque de feu de forêt du fait de la présence sur son territoire du massif de Fabas. Il est ainsi défendu aux propriétaires de la commune et à leurs ayants droit de porter ou d’allumer du feu dans l'intérieur et à une distance de 200 mètres des bois, forêts, plantations, reboisements ainsi que des landes. L’écobuage est également interdit, ainsi que les feux de type méchouis et barbecues, à l’exception de ceux prévus dans des installations fixes (non situées sous couvert d'arbres) constituant une dépendance d'habitation,

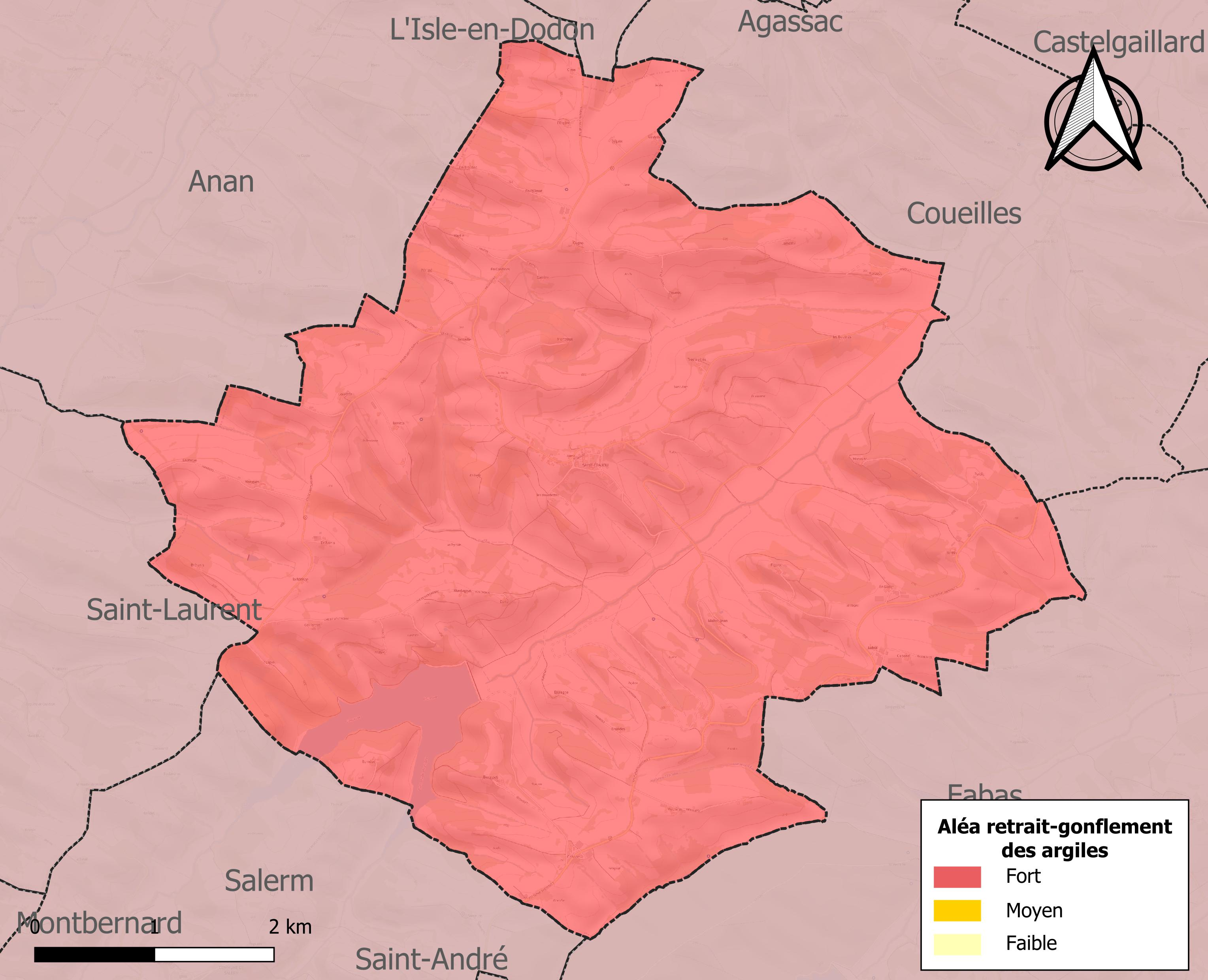
Carte des zones d'aléa retrait-gonflement des sols argileux de Saint-Frajou.

Le retrait-gonflement des sols argileux est susceptible d'engendrer des dommages importants aux bâtiments en cas d’alternance de périodes de sécheresse et de pluie. La totalité de la commune est en aléa moyen ou fort (88,8 % au niveau départemental et 48,5 % au niveau national). Sur les 133 bâtiments dénombrés sur la commune en 2019, 133 sont en aléa moyen ou fort, soit 100 %, à comparer aux 98 % au niveau départemental et 54 % au niveau national. Une cartographie de l'exposition du territoire national au retrait gonflement des sols argileux est disponible sur le site du BRGM,.
Par ailleurs, afin de mieux appréhender le risque d’affaissement de terrain, l'inventaire national des cavités souterraines permet de localiser celles situées sur la commune.
Concernant les mouvements de terrains, la commune a été reconnue en état de catastrophe naturelle au titre des dommages causés par la sécheresse en 1989, 1992 et 2003 et par des mouvements de terrain en 1999.

## Toponymie
Le village tire son nom de saint Fragulphe, personnage légendaire qui combattit contre les envahisseurs sarrasins et fut décapité. Sa tête, en roulant au sol, laissa trois taches de sang qui sont encore visibles, à la fontaine de Saint-Frajou. Il ramassa ensuite sa tête et marcha jusqu'au lieu où on fit son tombeau. Ledit personnage entre dans la catégorie des saints céphalophores (en grec, cela signifie : porteur de tête). La fontaine aux multiples vertus attira longtemps les pèlerins.
Durant la Révolution, la commune porte le nom de Belle-Serre.
Ses habitants sont appelés les Fragulphiens.

## Histoire

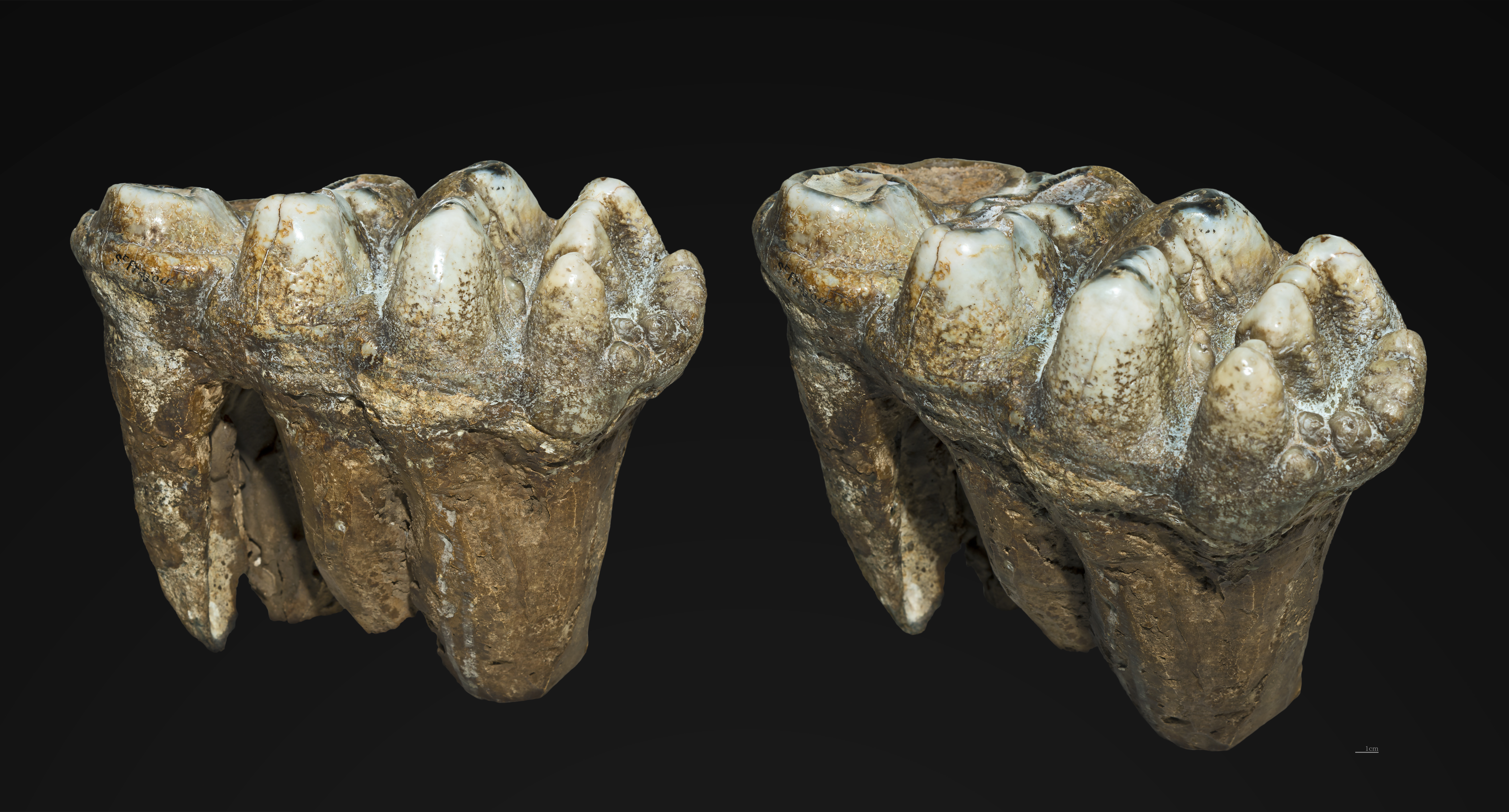
Zygolophodon pyrenaicus (Saint-Frajou) Muséum de Toulouse.

En 1859, Édouard Lartet décrivit en détail des restes attribués à l'espèce Mastodon pyrencicus, dans une monographie consacrée à la denture des proboscidiens fossiles, découverte à Saint-Frajou. Ces restes se réduisent à quatre molaires, deux molaires inférieures (M2 et M3) et deux molaires supérieures (M3 dr. et g.), appartenant au même individu. Les molaires se trouvent actuellement au Muséum de Toulouse. L'espèce a été reclassée dans le genre Zygolophodon par le paléontologue  Lucien Mayet en 1908.

## Politique et administration

### Administration municipale
Le nombre d'habitants au recensement de 2011 étant compris entre 100 et 499, le nombre de membres du conseil municipal pour l'élection de 2014 est de onze,.

### Rattachements administratifs et électoraux
Commune faisant partie de la huitième circonscription de la Haute-Garonne, de la communauté de communes Cœur et Coteaux du Comminges et du canton de Cazères (avant le redécoupage départemental de 2014, Saint-Frajou faisait partie de l'ex-canton de L'Isle-en-Dodon et avant le 1er janvier 2017, de la communauté de communes des Portes du Comminges).

### Liste des maires
| Période                                  | Période  | Identité       | Étiquette | Qualité  |
| ---------------------------------------- | -------- | -------------- | --------- | -------- |
| mars 2001                                | 2008     | Jean Ducos     |           |          |
| mars 2008                                | 2020     | Georges Tomasi | SE        | Retraité |
| 2020                                     | En cours | Alain Davezac  |           |          |
| Les données manquantes sont à compléter. |          |                |           |          |

## Population et société

### Démographie
| 1793 | 1800 | 1806 | 1821 | 1831 | 1836 | 1841 | 1846 | 1851 |
| ---- | ---- | ---- | ---- | ---- | ---- | ---- | ---- | ---- |
| 670  | 918  | 739  | 786  | 772  | 784  | 779  | 800  | 788  |

| 1856 | 1861 | 1866 | 1872 | 1876 | 1881 | 1886 | 1891 | 1896 |
| ---- | ---- | ---- | ---- | ---- | ---- | ---- | ---- | ---- |
| 813  | 746  | 739  | 711  | 693  | 663  | 638  | 605  | 592  |

| 1901 | 1906 | 1911 | 1921 | 1926 | 1931 | 1936 | 1946 | 1954 |
| ---- | ---- | ---- | ---- | ---- | ---- | ---- | ---- | ---- |
| 581  | 529  | 506  | 451  | 432  | 411  | 392  | 358  | 341  |

| 1962 | 1968 | 1975 | 1982 | 1990 | 1999 | 2006 | 2011 | 2016 |
| ---- | ---- | ---- | ---- | ---- | ---- | ---- | ---- | ---- |
| 285  | 239  | 226  | 226  | 209  | 173  | 182  | 203  | 216  |

| 2021 | 2022 | - | - | - | - | - | - | - |
| ---- | ---- | - | - | - | - | - | - | - |
| 209  | 205  | - | - | - | - | - | - | - |

| selon la population municipale des années : | 1968 | 1975 | 1982 | 1990 | 1999 | 2006 | 2009 | 2013 |
| Rang de la commune dans le département      | 171  | 251  | 279  | 317  | 360  | 367  | 374  | 373  |
| Nombre de communes du département           | 592  | 582  | 586  | 588  | 588  | 588  | 589  | 589  |

### Enseignement
Saint-Frajou fait partie de l'académie de Toulouse.

## Économie

### Revenus
En 2018  (données Insee publiées en septembre 2021), la commune compte 80 ménages fiscaux, regroupant 186 personnes. La médiane du revenu disponible par unité de consommation est de 17 980 € (23 140 € dans le département).

### Emploi
|                | 2008  | 2013  | 2018   |
| -------------- | ----- | ----- | ------ |
| Commune        | 9,1 % | 5,5 % | 10,7 % |
| Département    | 7,7 % | 9,6 % | 9,3 %  |
| France entière | 8,3 % | 10 %  | 10 %   |

En 2018, la population âgée de 15 à 64 ans s'élève à 121 personnes, parmi lesquelles on compte 76,2 % d'actifs (65,6 % ayant un emploi et 10,7 % de chômeurs) et 23,8 % d'inactifs,. Depuis 2008, le taux de chômage communal (au sens du recensement) des 15-64 ans est supérieur à celui de la France et du département.
La commune est hors attraction des villes,. Elle compte 44 emplois en 2018, contre 43 en 2013 et 31 en 2008. Le nombre d'actifs ayant un emploi résidant dans la commune est de 82, soit un indicateur de concentration d'emploi de 54 % et un taux d'activité parmi les 15 ans ou plus de 53 %.
Sur ces 82 actifs de 15 ans ou plus ayant un emploi, 28 travaillent dans la commune, soit 34 % des habitants. Pour se rendre au travail, 77,1 % des habitants utilisent un véhicule personnel ou de fonction à quatre roues, 1,2 % les transports en commun, 4,8 % s'y rendent en deux-roues, à vélo ou à pied et 16,9 % n'ont pas besoin de transport (travail au domicile).

### Activités hors agriculture
25 établissements sont implantés  à Saint-Frajou au 31 décembre 2019. Le tableau ci-dessous en détaille le nombre par secteur d'activité et compare les ratios avec ceux du département,.
Le secteur de l'industrie manufacturière, des industries extractives et autres est prépondérant sur la commune puisqu'il représente 40 % du nombre total d'établissements de la commune (10 sur les 25 entreprises implantées  à Saint-Frajou), contre 5,7 % au niveau départemental.

### Agriculture
La commune est dans les « Coteaux de Gascogne », une petite région agricole occupant une partie ouest du département de la Haute-Garonne, constitué d'un relief de cuestas et de vallées peu profondes, creusés par les rivières issues du massif pyrénéen, avec une activité de polyculture et d’élevage. En 2020, l'orientation technico-économique de l'agriculture  sur la commune est l'élevage de bovins, pour la viande.
|               | 1988  | 2000  | 2010  | 2020  |
| ------------- | ----- | ----- | ----- | ----- |
| Exploitations | 39    | 24    | 21    | 16    |
| SAU (ha)      | 1 371 | 1 169 | 1 153 | 1 230 |

Le nombre d'exploitations agricoles en activité et ayant leur siège dans la commune est passé de 39 lors du recensement agricole de 1988  à 24 en 2000 puis à 21 en 2010 et enfin à 16 en 2020, soit une baisse de 59 % en 32 ans. Le même mouvement est observé à l'échelle du département qui a perdu pendant cette période 57 % de ses exploitations,. La surface agricole utilisée sur la commune a également diminué, passant de 1 371 ha en 1988 à 1 230 ha en 2020. Parallèlement la surface agricole utilisée moyenne par exploitation a augmenté, passant de 35 à 77 ha.

## Culture locale et patrimoine

### Lieux et monuments
Le village domine le val de l'Aussoue et de son promontoire fait face à la chaîne des Pyrénées.
La fontaine de Saint-Frajou se situe en contrebas du village près du lac artificiel de Saint-Frajou, on lui confère des vertus curatives. Ce dernier a été créé grâce à un barrage sur l'Aussoue.
- L'église de Saint-Frajou date des XIVe, XVe, et XIXe siècles.
- Musée de Peinture de Saint-Frajou situé à l'emplacement de l'ancienne école communale, au centre du village, tout proche de la place principale et de la mairie.
- La Chapelle Saint-Frajou.

### Personnalités liées à la commune
- Jacque Daran, (1701-1784), médecin de Louis XV, la légende raconte qu'il est à l'origine de l'expression « prendre des vessies pour des lanternes »[43].
- René Souriac, universitaire qui fait référence pour l'histoire du Comminges
- Ksenia Milicevic, artiste peintre.
- Jean Saint-Raymond, colonel de la Révolution et de l’Empire.

### Héraldique
| Saint-Frajou | Son blasonnement est : D'azur aux trois fleurs de lys d'or. |

## Pour approfondir